# Гаич, Любивое
Любивое «Джока» Гаич (серб. Љубивоје "Ђока" Гајић; 1904, Мали-Пожаревац — 21 февраля 1944, там же) — югославский сербский крестьянин, партизан времён Народно-освободительной войны, Народный герой Югославии.

## Биография
Родился в 1904 году в селе Мали-Пожаревац (около Младеноваца) в богатой крестьянской семье. Занимался земледелием, увлекался политикой. Состоял в оппозиции, в 1939 году принят в КПЮ. Стараниями партийных чиновников открыл библиотеку в родном селе.
Примкнул к партизанскому движению в июле 1941 года. Занимал должность политрука 3-й роты 1-го Шумадийского партизанского отряда, занимался вербовкой добровольцев. Также работал как секретарь Лишского районного комитета КПЮ и  Председатель Младеновацкого окружного комитета КПЮ.
21 февраля 1944 вступил в бой с Сербской государственной стражей в родном селе, которая окружила дом с руководством окружного комитета КПЮ. После нескольких часов боя Гаич всё-таки пал.
9 октября 1953 посмертно удостоен звания Народного героя Югославии. Его имя носят улица в родном селе и филиал Библиотеки града Белграда.